# Lasioglossum squamosus
Lasioglossum squamosus är en biart som först beskrevs av Gregory B. Pauly 1984.  Lasioglossum squamosus ingår i släktet smalbin, och familjen vägbin. Inga underarter finns listade i Catalogue of Life.